# Schwändi GL
| GL ist das Kürzel für den Kanton Glarus in der Schweiz. Es wird verwendet, um Verwechslungen mit anderen Einträgen des Namens Schwändi zu vermeiden. |

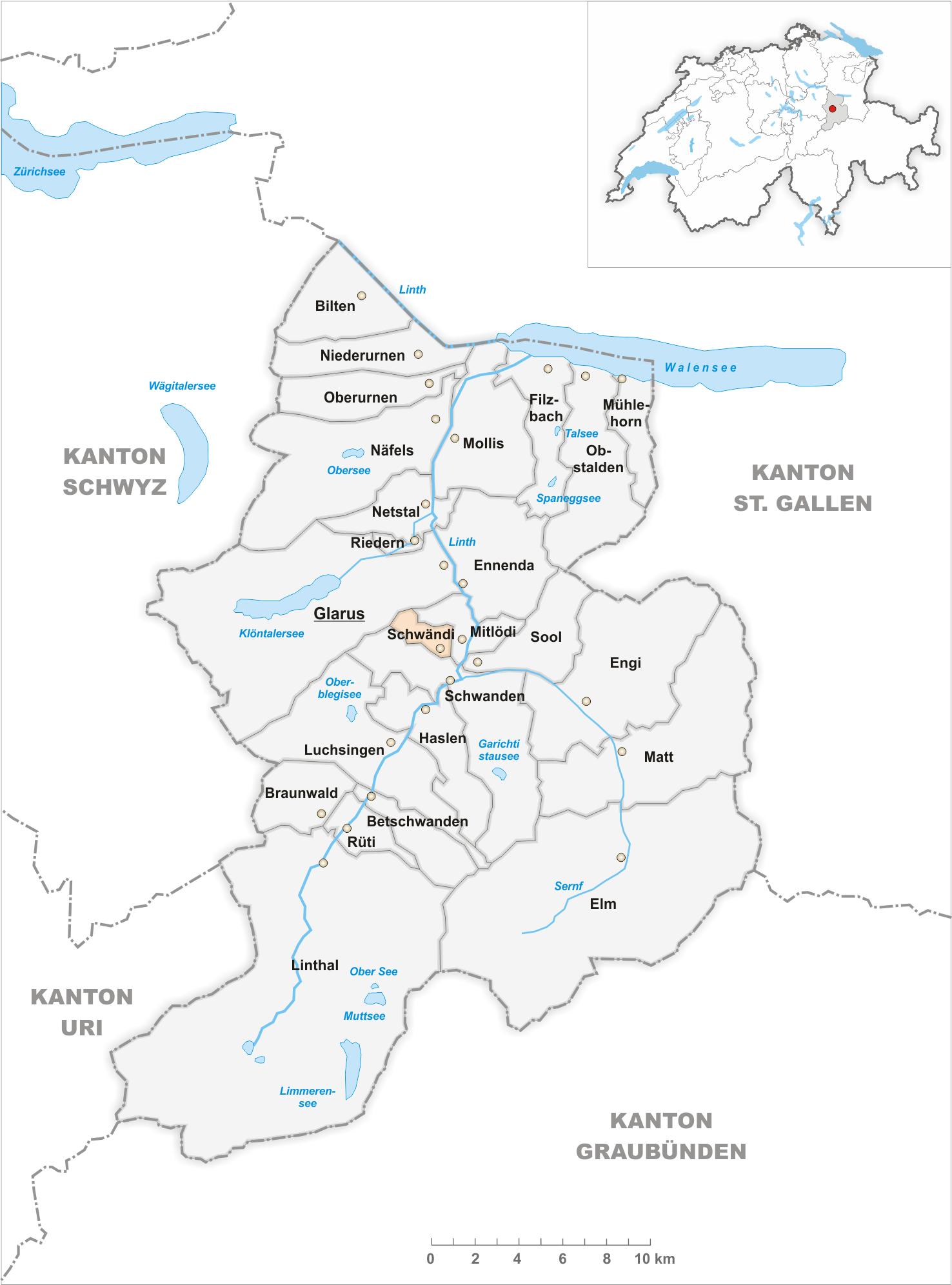
Gemeindestand vor der Fusion am 1. Januar 2011

Schwändi ist eine ehemalige politische Gemeinde des Kantons Glarus in der Schweiz. 
Das Dorf wurde im Rahmen der Glarner Gemeindereform auf den 1. Januar 2011 mit den Gemeinden Betschwanden, Braunwald, Elm, Engi, Haslen, Linthal, Luchsingen, Matt, Mitlödi, Rüti (GL), Schwanden (GL) und Sool zur neuen Gemeinde Glarus Süd zusammengelegt.

## Wappen
Das Wappen von Schwändi wurde zur Landi 1939 von Ida Tschudi entworfen und von der Gemeindeversammlung angenommen. Es ist dem Familienwappen der Zürcher Familie Schwend nachempfunden worden.

## Geographie

Historisches Luftbild aus 400 m von Walter Mittelholzer von 1923

Schwändi (GL) gegen den Guppenfirn, 1907

Zur Gemeinde gehören Oberschwändi, Unterschwändi und der Weiler Lassingen. Die Gemeinde Schwändi liegt im Gebiet der Abbruchmasse eines vorgeschichtlichen Bergsturzes. Die Landschaft ist stark geprägt durch die Runsen, die auf beiden Seiten der Ortschaft vom Vorderglärnisch herunterkommen. Von der Gemeindefläche sind 4,0 % besiedelt, 33,0 % dienen der Landwirtschaft, 27,6 % sind  bewaldet und 35,3 % sind unproduktiv.

## Bevölkerung
| Bevölkerungsentwicklung | Bevölkerungsentwicklung |
| Jahr                    | Einwohner               |
| ----------------------- | ----------------------- |
| 1763                    | 213                     |
| 1869                    | 843                     |
| 1980                    | 276                     |
| 1990                    | 369                     |
| 1995                    | 379                     |
| 1999                    | 415                     |
| 2007                    | 454                     |
| 2009                    | 487                     |
| 2016                    | 469                     |
| 2020                    | 442                     |

## Verkehr
Seit 1960 ist Schwändi durch eine Buslinie mit Schwanden verbunden.

## Geschichte
Flurnamen deuten auf eine alemannische Besiedlung hin.   
Um 1300 wurde Ober-Mitledin erstmals im Urbar des Klosters Säckingen erwähnt. In der Mitte des 14. Jahrhunderts taucht an seiner Stelle Swendi auf. Im Jahr 1163 haben bekanntermassen 34 Bauern und Handwerker in Schwändi gelebt. 
Die Einwohner waren ursprünglich nach Glarus kirchgenössig. Nach dem Bau der Kirche wechselten sie 1349 nach Schwanden. Sie traten 1528 zum reformierten Glauben über.
Seit 1785 gibt es in der Gemeinde eine Schule, welche 1835 das Primarschulhaus beziehen konnte.  
Die Strasse nach Schwanden ist 1845 fertiggestellt worden, diejenige nach Glarus im Jahr 1870.

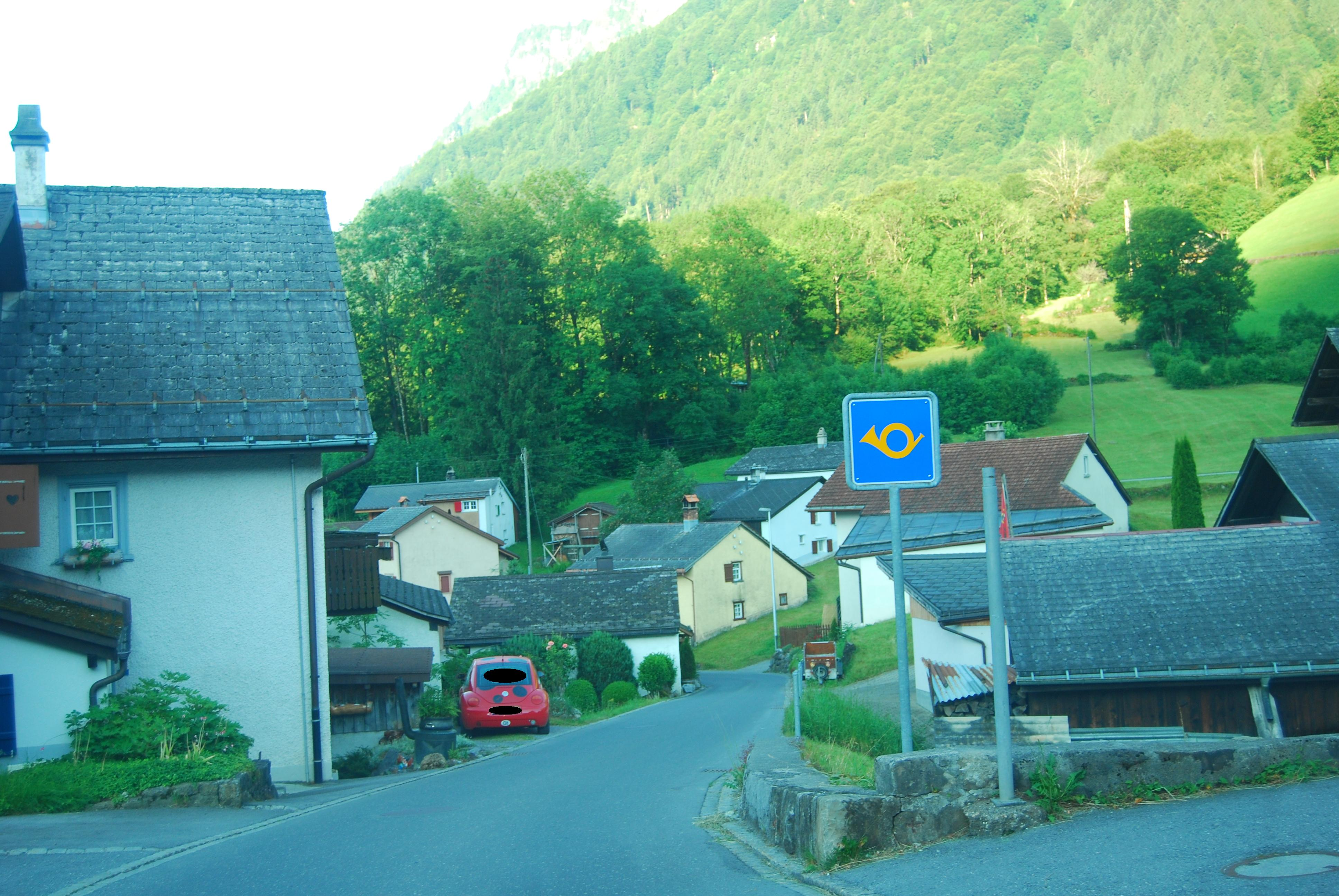
Postautostrasse nach Schwanden
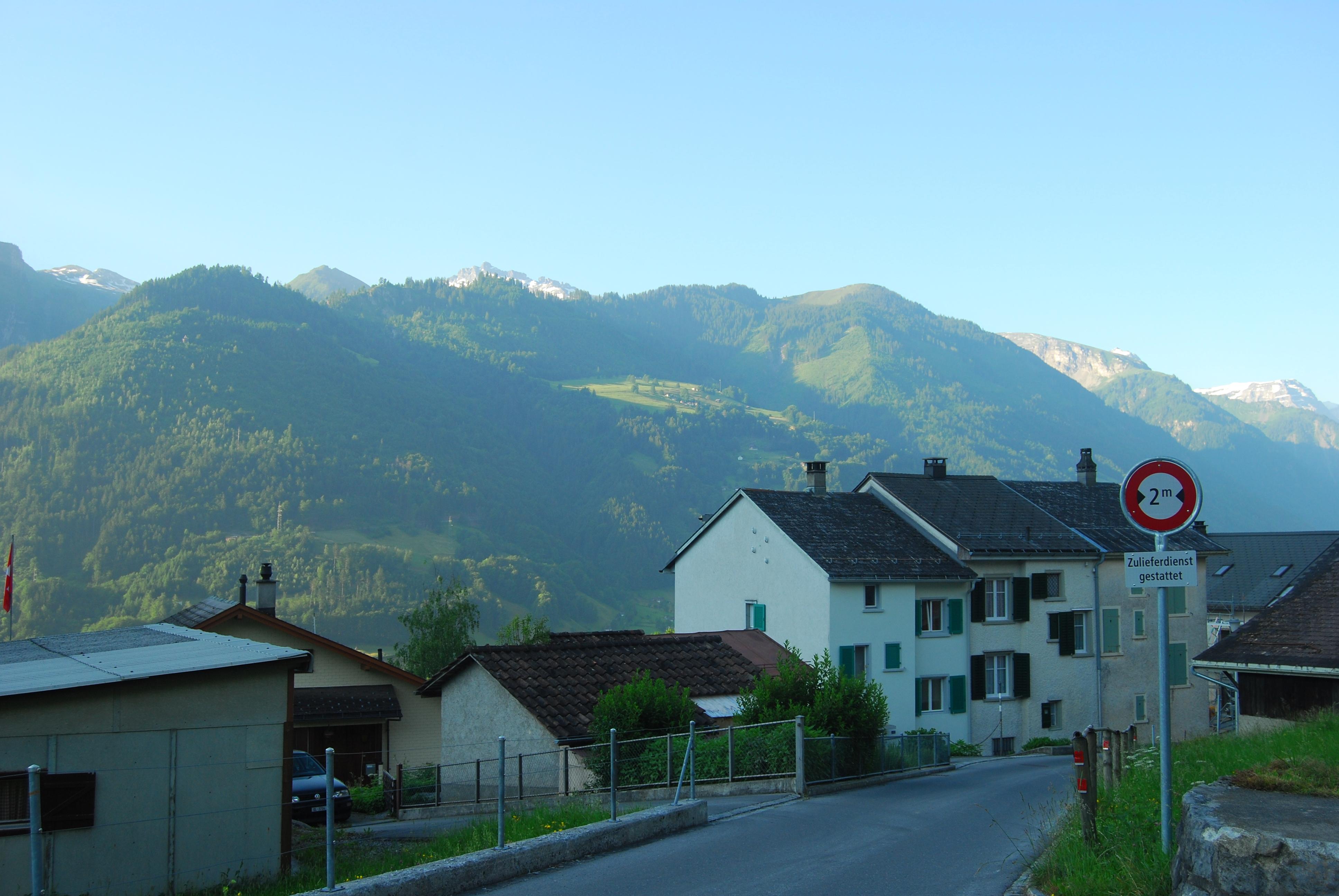
Dorfkern
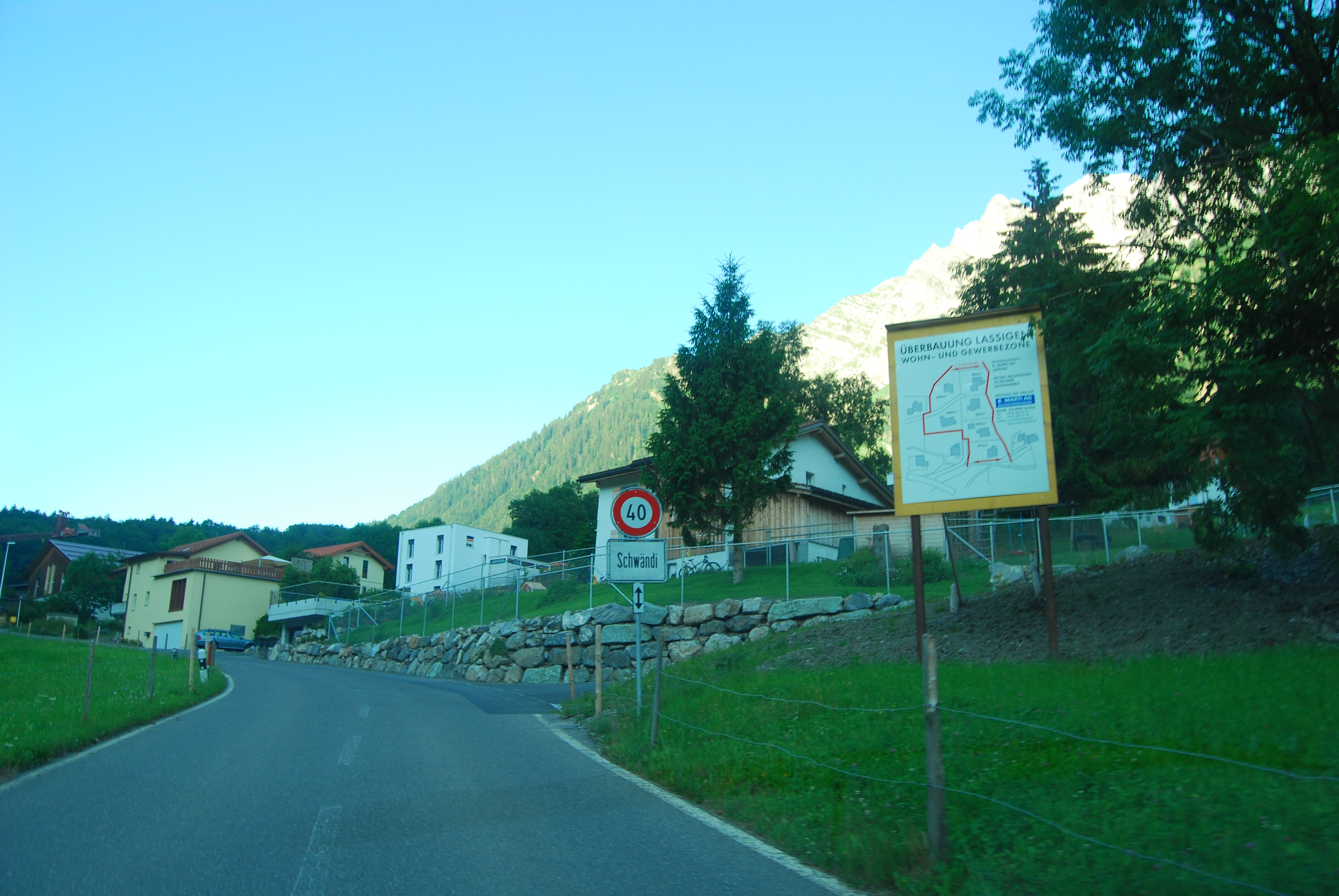
Dorfeingang
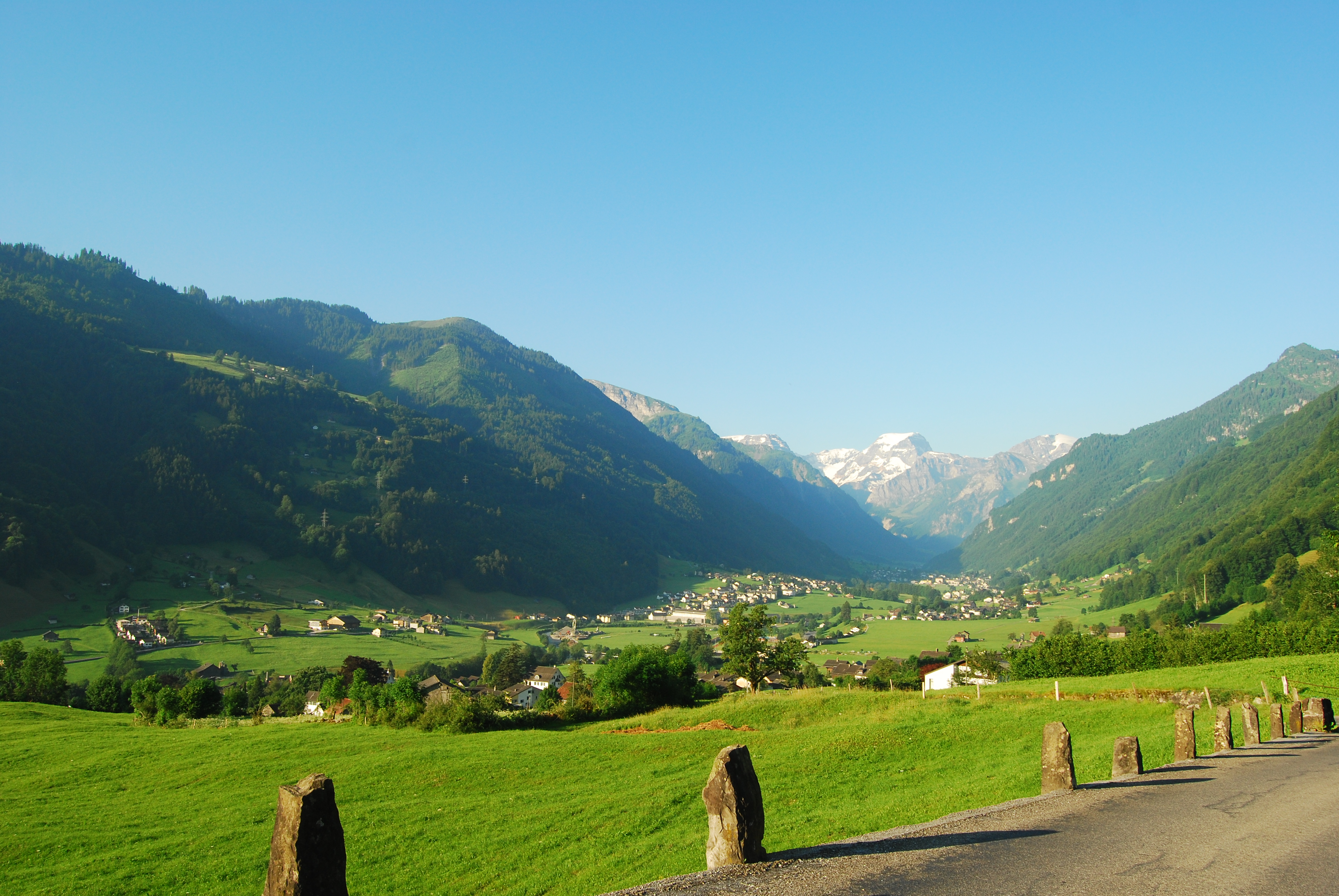
Blick von Schwändi ins obere Linthtal und auf den Tödi

## Persönlichkeiten
- Caspar Schiesser (1812–1839), Dichter
- Hilarius Knobel (1830–1891), Architekt